# Macrozamia viridis
Macrozamia viridis Jones & Forst, 1994 è una pianta appartenente alla famiglia delle Zamiaceae endemica dell'Australia.

## Descrizione
Si tratta di una specie molto simile a Macrozamia fawcetti, le uniche differenze esteriori sono la taglia minore e il picciolo più appiattito.

## Distribuzione e habitat
È una specie endemica di una ristretta zona dell'estremo sud del Queensland (Australia), una stazione è compresa all'interno del Parco Nazionale di Girraween. Le popolazioni si trovano nel sottobosco di foreste di Eucalyptus subumide su suolo sabbioso..

## Conservazione
La IUCN Red List classifica M. viridis come specie in pericolo a causa del ristrettissimo areale. Sono note solo due popolazioni e il numero degli esemplari è diminuito negli anni per motivi non noti.